# アダム・カーン
アダム・カーン（Adam Khan, 1985年5月24日 - ）は、イギリス・ヨークシャー生まれのパキスタン系レーシングドライバー。英語に加え、フランス語、スペイン語、イタリア語、ウルドゥー語、北京官話の六つの言語を流暢に話す国際派ドライバーである。

## 経歴
フォーミュラ・フォード
2001年にフォーミュラ・フォードに6レースに参加し3回、表彰台にのぼる。
フォーミュラ3とフォーミュラ・ルノー
2002年にはエディ・ジョーダンの誘いにより初開催となる2002-03のイギリス・フォーミュラ3選手権ウィンターシリーズに4レース出場。
2003年は、ユーロカップ・フォーミュラ・ルノーV6にスポット参戦。そこで、モナコ、バルセロナ、スパ・フランコルシャンなどのサーキットを経験。同時にドイツ・フォーミュラ3選手権にも参戦した。
2004年はイギリスF3スカラシップクラスに参戦。7戦で表彰台にあげる活躍をみせる。
2005年はオーストラリアF3とドイツF3、イギリスF3のナショナル・クラスに出場。
A1GP
2005-06年はA1グランプリにチーム・パキスタンからオファーを受け参戦。2007-08年シリーズも引き続き参戦。2008-09年シリーズはパキスタンチームの所有者兼ドライバーと出場予定だったが参戦できなかった。
GP2&ユーロ3000選手権
2008年はアーデンからGP2アジアシリーズに参戦。しかしその後、ユーロ3000選手権のTP・フォーミュラに移籍。初めの4戦を出場していなかったにもかかわらず選手権3位という結果を残した。
F1
2009年ルノーF1チームのデモンストレーションドライバーに起用された。

## 経歴表
| シーズン | シリーズ                             | チーム                    | レース数 | 勝利数 | ポール | FL | ポイント | 順位     |
| -------- | ------------------------------------ | ------------------------- | -------- | ------ | ------ | -- | -------- | -------- |
| 2008     | ユーロ3000選手権                     | TP・フォーミュラ          | 12       | 3      | 3      | 2  | 55       | 3位      |
| 2008     | イタリアF3000                        | TP・フォーミュラ          | 6        | 2      | 1      | 1  | 25       | 6位      |
| 2008     | GP2アジア                            | アーデン                  | 4        | 0      | 0      | 0  | 0        | 28位     |
| 2007-08  | A1グランプリ                         | A1チーム・パキスタン      | 20       | 0      | 0      | 0  | 1        | 20位 (1) |
| 2005-06  | A1グランプリ                         | A1チーム・パキスタン†     | 14       | 0      | 0      | 0  | 10       | 20位 (1) |
| 2005     | イギリスF3・ナショナルクラス         | Performance Racing Europe | 4        | 0      | 0      | 0  | 18       | 11位     |
| 2005     | ドイツF3                             | Performance Racing Europe | 2        | 0      | 0      | 0  | 1        | 18位     |
| 2005     | オーストラリアF3                     |                           | 7        | 0      | 0      | 0  | 40       | 6位      |
| 2004     | イギリスF3・スカラシップクラス       | Alan Docking Racing       | 9        | 0      | 0      | 0  | 78       | 6位      |
| 2003     | ユーロカップ・フォーミュラ・ルノーV6 | DAMS                      | 10       | 0      | 0      | 0  | 4        | 22位     |
| 2003     | ドイツF3                             | Performance Racing Europe | 2        | 0      | 0      | 0  | 2        | 23位     |
| 2002     | スペインF3                           | G-Tech                    | 1        | 0      | 0      | 0  | 0        | -        |

- (1) = チームのポイント。

† シーズン途中にクラッシュし22レース中14レースの成績。